# Маріка Бринковян
Маріка (Марія) Бринковян (нар. 1661 — пом. грудень 1729) — дружина господаря Волощини (князівство) румунського Костянтина Бринковяну.

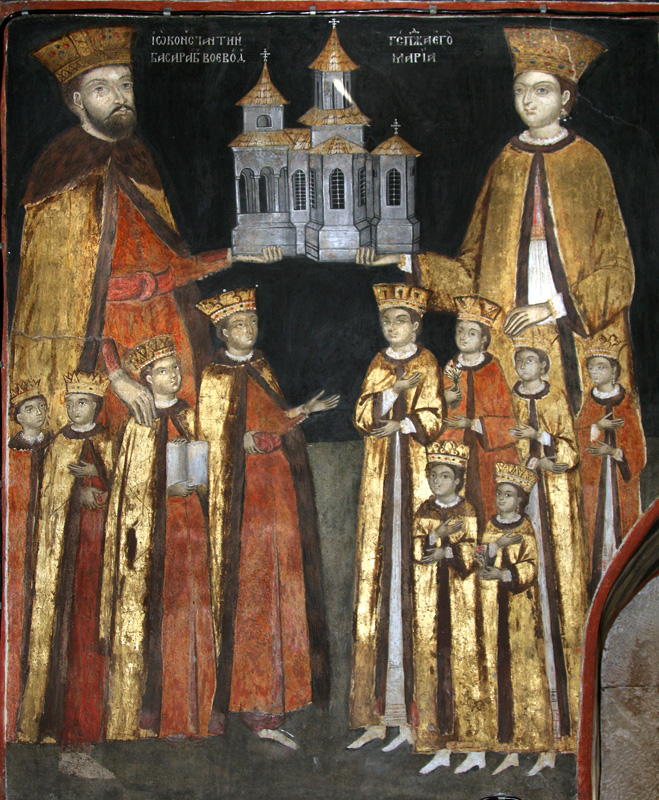
Вотивний живопис на Монастир Маму: засновник Костянтин Бринковяну з чотирма синами на лівій стороні фрески, а праворуч його дружина, пані Марія, з шістьма дочками.

Була дочкою сенешаль Неагоє і племінницею Валахії, Антонія Папи. Одружилася 1674 року з великим правителем Костянтином, одним з найвпливовіших бояр в країні, родичем великих сімей Бранцовяну і Кантакузино, які з 1688 року піднялися на трон.
Вони мали 11 дітей: сім дівчаток (Станка: 1676, Марія: 1678, Іллінка: 1682, Сафта: 1686, Анкуца: 1691, Балаша: 1693, Смаранда: 1696) і чотири хлопці (Констянтин 1683, Стефан: 1685, Раду: 1690, Матвій: 1698).